# Rio Uru (vattendrag i Brasilien, Maranhão)
Rio Uru är ett vattendrag i Brasilien.   Det ligger i delstaten Maranhão, i den nordöstra delen av landet, 1 600 km norr om huvudstaden Brasília.
Trakten runt Rio Uru består huvudsakligen av våtmarker. Runt Rio Uru är det ganska glesbefolkat, med 24 invånare per kvadratkilometer.